# Pouilley-les-Vignes
Pouilley-les-Vignes é uma comuna francesa na região administrativa de Borgonha-Franco-Condado, no departamento de Doubs. Estende-se por uma área de 9,34 km². Em 2010 a comuna tinha 2 024 habitantes (densidade: 216,7 hab./km²).